# ジホスフェン
ジホスフェン（英語: diphosphene）は、化学式が (PH)2 で表される無機化合物である。cis型とtrans型のシス–トランス異性体が存在する。また、ジホスフェンは化学式 (PR)2（Rは有機基）を有するジホスフェン化合物の親化合物である。